# 차이니즈 부키의 죽음
《차이니즈 부키의 죽음》(The Killing Of A Chinese Bookie)은 미국에서 제작된 존 카사베츠 감독의 1976년 네오 누아르 범죄, 드라마 영화이다. 벤 가자라 등이 주연으로 출연하였고 알 루밴 등이 제작에 참여하였다.

## 출연

### 주연
- 벤 가자라
- 세이무어 카셀

### 조연
- 티모시 캐리
- 로버트 필립스
- 모건 우드워드
- 알 루밴

## 기타
- 미술: 샘 쇼